# 동경 96도
동경 96도(東經96度)는 본초 자오선에서 동쪽으로 96도 떨어진 경선이다. 북극점에서 시작하여 북극해, 아시아, 인도양, 남극해, 남극을 거쳐 남극점에 이른다.
동경 96도는 서경 84도와 이어져 지구의 둘레를 이룬다.
북극점에서 남극점까지 동경 96도선은 다음 지역을 지나간다.
| 좌표                                                  | 나라, 지역, 해역 | 주석                                                                                          |
| ----------------------------------------------------- | ---------------- | --------------------------------------------------------------------------------------------- |
| 북위 90° 0′ 동경 96° 0′  / 북위 90.000° 동경 96.000°  | 북극해           |                                                                                               |
| 북위 81° 10′ 동경 96° 0′  / 북위 81.167° 동경 96.000° | 러시아           | 크라스노야르스크 지방 세베르나야제믈랴 제도의 콤소몰레츠섬과 옥탸브리스코이레볼류치섬         |
| 북위 78° 59′ 동경 96° 0′  / 북위 78.983° 동경 96.000° | 카라해           |                                                                                               |
| 북위 77° 6′ 동경 96° 0′  / 북위 77.100° 동경 96.000°  | 러시아           | 크라스노야르스크 지방 — 노르덴셸다 군도와 본토 이르쿠츠크주 크라스노야르스크 지방 투바 공화국 |
| 북위 49° 59′ 동경 96° 0′  / 북위 49.983° 동경 96.000° | 몽골             |                                                                                               |
| 북위 43° 11′ 동경 96° 0′  / 북위 43.183° 동경 96.000° | 중화인민공화국   | 신장 위구르 자치구 간쑤성 칭하이성 티베트 자치구                                              |
| 북위 29° 22′ 동경 96° 0′  / 북위 29.367° 동경 96.000° | 인도             | 아루나찰프라데시주 — 중화인민공화국이 일부 영유권 주장                                        |
| 북위 27° 8′ 동경 96° 0′  / 북위 27.133° 동경 96.000°  | 미얀마           |                                                                                               |
| 북위 16° 14′ 동경 96° 0′  / 북위 16.233° 동경 96.000° | 인도양           | 안다만해                                                                                      |
| 북위 5° 21′ 동경 96° 0′  / 북위 5.350° 동경 96.000°   | 인도네시아       | 수마트라섬                                                                                    |
| 북위 4° 14′ 동경 96° 0′  / 북위 4.233° 동경 96.000°   | 인도양           |                                                                                               |
| 북위 2° 47′ 동경 96° 0′  / 북위 2.783° 동경 96.000°   | 인도네시아       | 시메울루에섬                                                                                  |
| 북위 2° 34′ 동경 96° 0′  / 북위 2.567° 동경 96.000°   | 인도양           |                                                                                               |
| 남위 60° 0′ 동경 96° 0′  / 남위 60.000° 동경 96.000°  | 남극해           |                                                                                               |
| 북위 65° 1′ 동경 96° 0′  / 북위 65.017° 동경 96.000°  | 남극             | 오스트레일리아령 남극 지역, 오스트레일리아가 영유권을 주장한다.                               |

## 같이 보기
- 동경 95도
- 동경 97도